# Ясик (община Пале)
Ясик (на сръбски: Јасик) е село в Босна и Херцеговина, разположено в община Пале, в ентитета на Република Сръбска. Намира се на 1147 метра надморска височина. Населението му според преброяването през 2013 г. е 122 души, от тях: 120 (98,36 %) сърби и 1 (0,81 %) югославянин и 1 (0,81 %) черногорец.

## Население
Численост на населението според преброяванията през годините:
- 1961 – 139 души
- 1971 – 168 души
- 1981 – 131 души
- 1991 – 138 души
- 2013 – 122 души